# NGC 3551
NGC 3551 ist eine elliptische Galaxie vom Hubble-Typ E im Sternbild Löwe auf der Ekliptik. Sie ist schätzungsweise 426 Millionen Lichtjahre von der Milchstraße entfernt.
Das Objekt wurde am 24. August 1883 von dem US-amerikanischen Astronomen Lewis Swift entdeckt.